# Estación de Chamberí

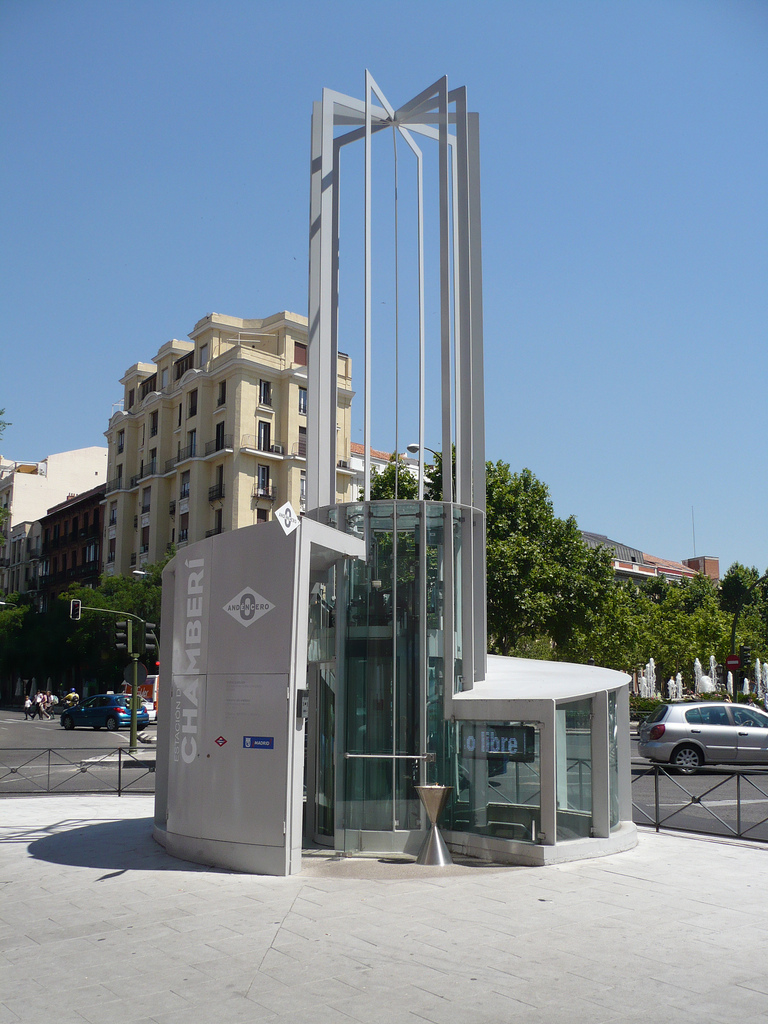
Entrada exterior.

Chamberí es una  estación clausurada del Metro de Madrid que estuvo en servicio entre 1919 y 1966. Actualmente opera como museo tras su reapertura el 25 de marzo de 2008. La parada formaba parte de la línea 1 y se encontraba situada entre las estaciones de Iglesia y Bilbao, bajo la Plaza de Chamberí, en el distrito homónimo.

## Historia
Diseñada por el arquitecto Antonio Palacios, inaugurada el 17 de octubre de 1919 e inspirada en el aspecto de las estaciones parisinas de la época, era una de las ocho estaciones que conformaban originariamente la red de ferrocarril metropolitano de la capital de España. Este arquitecto logró atenuar la posible reticencia del público a utilizar el transporte subterráneo, mediante el empleo de acabados brillantes, coloristas y luminosos en los espacios en contacto con los viajeros, como vestíbulos, túneles de paso y andenes, utilizando masivamente paños de azulejos y otras piezas cerámicas de color blanco y azul cobalto. Su diseño responde a los criterios de funcionalidad, sencillez y economía. Muchas de las estaciones del metro se convirtieron durante la Guerra Civil en almacenes e improvisados refugios para los ciudadanos durante los bombardeos aéreos.
En la década de 1960, debido al incremento del tráfico de viajeros, Metro decidió alargar las estaciones de la línea 1 para poder poner en servicio nuevos trenes de mayor capacidad, de hasta seis coches. De esta forma, los andenes de todas las estaciones se ampliaron, desde los 60 metros con que contaban desde su inauguración, hasta los 90 que tendrían a partir de entonces. Ante la imposibilidad técnica de ampliar la estación de Chamberí por su situación en curva y su proximidad a las de Bilbao e Iglesia, el Ministerio de Obras Públicas decidió cerrarla el 22 de mayo de 1966.
La estación permaneció inutilizada durante más de cuarenta años, reduciendo los trenes su velocidad cuando atravesaban sus instalaciones, a las que se recortaron los andenes para facilitar la circulación. El hecho de que los accesos exteriores se hubiesen tapiado permitió la conservación de muchos de los objetos cotidianos de la época, como carteles publicitarios, tornos y hasta billetes en las papeleras. No obstante, la estación acabó por ser vandalizada.
El 31 de agosto de 2006 se iniciaron las obras de restauración de las instalaciones, con vistas a convertirlas en museo. El 25 de marzo de 2008 se produjo, finalmente, su inauguración y su reapertura como una de las dos sedes de Andén 0, el centro de interpretación del Metro de Madrid. Desde la instauración del museo, los trenes de la línea 1 ya no tienen que reducir su velocidad al pasar por la estación debido a la implantación de nuevas normas de seguridad.

## La estación en el arte
- Inspiró la canción «La estación fantasma», del primer disco del grupo Los Coyotes.[3]
- En 1998, se grabaron en sus instalaciones algunas escenas de la película Barrio, de Fernando León de Aranoa. En ella hay una escena en la que se muestra como lugar donde los indigentes y vagabundos buscan refugio.
- Asimismo, en 2010, las instalaciones fueron nuevamente usadas para la gran pantalla en la primera producción cinematográfica de Emilio Aragón, Pájaros de papel, representando cómo se utilizaron los metros durante el asedio del Ejército franquista a la ciudad de Madrid en la guerra civil española.